# The Best Of, Vol. 1
A The Best Of, Vol. 1 a Depeche Mode 2006. november 13-án megjelent, sorrendben ötödik válogatásalbuma, mely az együttes elmúlt 25 éves karrierje során kiadott számok legjobbjait tartalmazza. A számok között található egy új, a válogatáslemezzel közel egy időben kislemezen megjelent dal, a Martyr, mely a Playing the Angel korszakot zárja.

## Az album dalai
1. Personal Jesus (Single Version)
2. Just Can't Get Enough (Album Version)
3. Everything Counts (Single Version)
4. Enjoy the Silence (Single Version)
5. Shake the Disease (Single Version)
6. See You (Single Version)
7. It's No Good (Album Version)
8. Strangelove (Single Version)
9. Suffer Well (Album Version)
10. Dream On (Album Version)
11. People Are People (Album Version)
12. Martyr (Single Version)
13. Walking In My Shoes (Single Version)
14. I Feel You (Album Version)
15. Precious (Album Version)
16. Master and Servant (Album Version)
17. New Life (Album Version)
18. Never Let Me Down Again (Single Version)

## Közreműködők
Depeche Mode
- David Gahan - ének
- Martin Gore - gitár, billentyűsök, akusztikus gitár, basszusgitár, szájharmonika, vokál
- Andrew Fletcher - billentyűsök, furulya, vokál
- Alan Wilder - billentyűsök, vokál, dobprogramozás, elektronikus dobok, dobok
- Vince Clarke - billentyűsök, dobprogramozás and vokál

További zenészek
- Victor Indrizzo - ütősök ("It's No Good")
- Mark Bell - billentyűsök, dobprogramozás ("Dream On")